# Interesse de agir
Em direito processual, interesse de agir ou interesse processual é uma das três condições essenciais para a proposição de uma ação judicial, sendo as outras duas a possibilidade jurídica do pedido e a legitimidade ativa.  O interesse de agir pode ser definido como a necessidade e a utilidade de uma demanda judicial para a obtenção de um resultado favorável ao autor. 
A temática do interesse de agir surge na prática jurídica quando se observa se há ou não necessidade de que alguma demanda seja resolvida nos tribunais. Com isso, é questionado se o litigante buscou outras formas de solucionar o conflito antes de ingressar com o processo. Diante disso, há a possibilidade do magistrado entender ausente o interesse de agir. Mesmo assim, há a resistência em adotar este instituto por conta de outro princípio, o da inafastabilidade do poder jurisdicional. 

## Conceito
O interesse de agir pode ser entendido como formado por três requisitos fundamentais:
- Necessidade: somente o processo judicial pode resolver aquela demanda;
- Utilidade: o processo judicial deve proporcionar, ao menos em tese, algum benefício ao demandante;
- Adequação: o demandante deve escolher a via processual adequada para agir[4]

Por outro lado, doutrinadores como Fredie Didier defendem que a adequação não deve ser considerada, uma vez que a mera escolha incorreta de um tipo processual poderia ser facilmente sanada durante o próprio litígio.
Na avaliação do interesse de agir, ainda, não há o juízo de valor da pretensão material, mas tão somente a análise de utilidade da jurisdição para o demandante.

## Legislação
O Código de Processo Civil de 2015 alude ao interesse de agir em dois pontos, a saber:
"Art. 330.  A petição inicial será indeferida quando:
(..)

III – o autor carecer de interesse processual; "
Art. 485.  O juiz não resolverá o mérito quando:
(…)

VI – verificar ausência de legitimidade ou de interesse processual;